# Kamienna (Lipinki)
Kamienna – przysiółek wsi Lipinki w Polsce, położony w województwie lubuskim, w powiecie wschowskim, w gminie Sława. Wchodzi w skład sołectwa Lipinki.
W latach 1975–1998 przysiółek administracyjnie należał do województwa zielonogórskiego.